# エレン・ウィルキンソン
エレン・ウィルキンソン（英語: Ellen Wilkinson、1891年10月8日 - 1947年2月6日）は、イギリスの政治家。 イギリス労働党に所属。

## 生涯
アトリー内閣で文部大臣に就任。アトリー発足時に唯一の女性閣僚であった。
文相に就任したウィルキンソンは、チャーチル政権下でラブ・バトラーによって立案されたバトラー法案（イングランドの教育史の記事を参照）の施行と、無料の義務教育の離学年齢を引き上げることを主張した。これに対しアナイリン・ベヴァンらは、離学年齢を引き上げれば、生徒数が増加し、彼らを収容するための校舎が新たに多数必要になるので、そうした資金的余裕があるのであれば、労働者向け住宅の建設を優先すべきと主張した。
この問題は閣内で大きな論争となったが、ウィルキンソンは、戦争によって労働者階級の子供の、教育を受ける権利が侵害されている現状は大きな問題であると強く訴えた。彼女の主張を受け、ベヴァンは自身の考えを改めた。閣内にはウィルキンソンの主張に異論を唱える者もいたが、アトリーが彼女の意見を受け入れ、バトラー法案の施行と義務教育の離学上限年齢の15歳への引き上げが行われた（のちに16歳に変更）。離学年齢の引き上げに伴う生徒数の増加には、仮設校舎を多数設けることで対処した。
ウィルキンソンは1947年に志半ばで他界した。死因は、持病の喘息と不眠症のための薬の服用量を誤って摂取したことによる中毒死とされる。